# Mont Gosford
Le mont Gosford est une montagne du sud du Québec, au Canada, située dans les montagnes Blanches, un des massifs des Appalaches. C'est le 4e sommet le plus haut au sud du fleuve Saint-Laurent et le 21e plus haut au Québec.

## Toponymie
Le nom de la montagne évoque Archibald Acheson, 2e comte de Gosford, gouverneur général de l'Amérique du Nord britannique de 1835 à 1838. Il fut le gouverneur qui décréta la loi martiale lors de la rébellion des Patriotes.

## Géographie

### Situation
Le mont Gosford est situé à Saint-Augustin-de-Woburn en Estrie. La montagne est à quelques kilomètres seulement de la frontière canado-américaine, près du pic Frontière. Elle est située dans la zec Louise-Gosford, une aire publique de chasse et pêche.

### Géologie

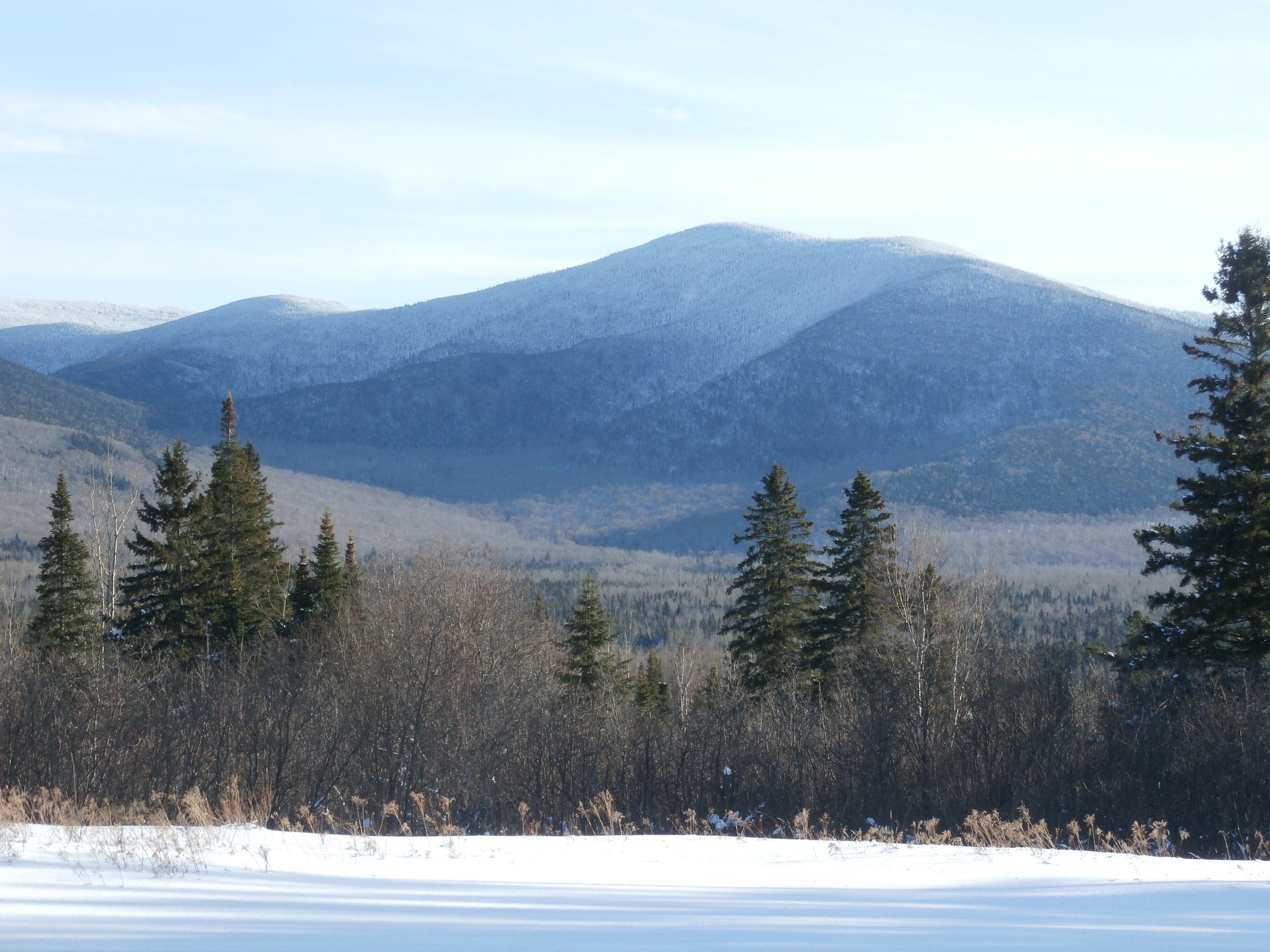
Le mont Gosford en hiver.

Le mont Gosford fait partie du massif des Chain Lakes, un bloc supracrustal faisant partie des montagnes Blanches. Le massif a longtemps été considéré comme une énigme dans la formation des Appalaches. Il est composé de roches métasédimentaires et de roches métavolcaniques qui se sont déposés au fond de la rive occidentale de l'océan Iapétus, il y a environ 685 et 483 millions d’années. Il y a 470 millions d'années, des intrusions de magma reliées à un arc volcanique ont provoqué la fusion partielle des sédiments et les ont transformés en diatexite. Les sols de la montagne sont très minces et composés de till.

## Protection environnementale

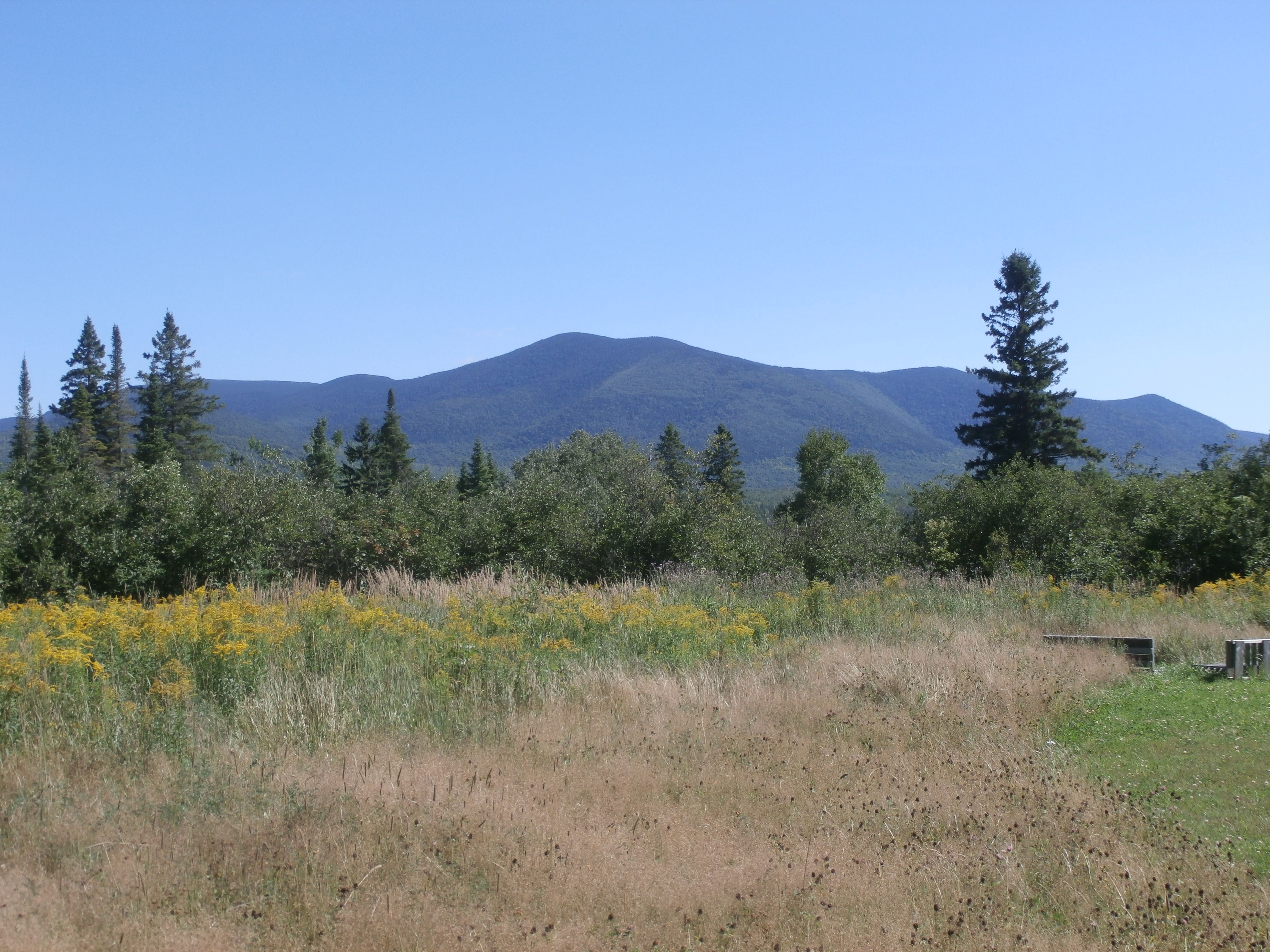
Vue du mont Gosford depuis le rang Tout-De-Joie, Saint-Augustin-de-Woburn.

Les zones de la montagne à plus de 700 m d'altitude ont été reconnues comme zone importante pour la conservation des oiseaux du fait de la présence de Grive de Bicknell, une espèce endémique au nord-est de l'Amérique du Nord, nichant dans les sommets.
Le gouvernement du Québec a annoncé le 29 mars 2009 la mise en réserve d'une partie de la montagne dans le but de créer une réserve écologique. De plus une section de 76 ha a été reconnue la même année comme écosystème forestier exceptionnel sous le nom de forêt rare du Mont-Gosford. Cette dernière protège une sapinière à oxalide de montagne, un regroupement végétal considéré rare à cette latitude.